# Sovetsk (Oblast' di Tula)
Sovetsk è una città della Russia europea centrale (oblast' di Tula). Appartiene amministrativamente al rajon Ščëkinskij.
Si trova nella parte centrale della oblast', 43 chilometri a sud di Tula, sulle sponde del fiume Upa.

## Storia
Fu fondata nel 1950 come insediamento lavorativo di Sovetskij (Сове́тский). Le fu concesso lo status di città nel 1954.

## Galleria d'immagini

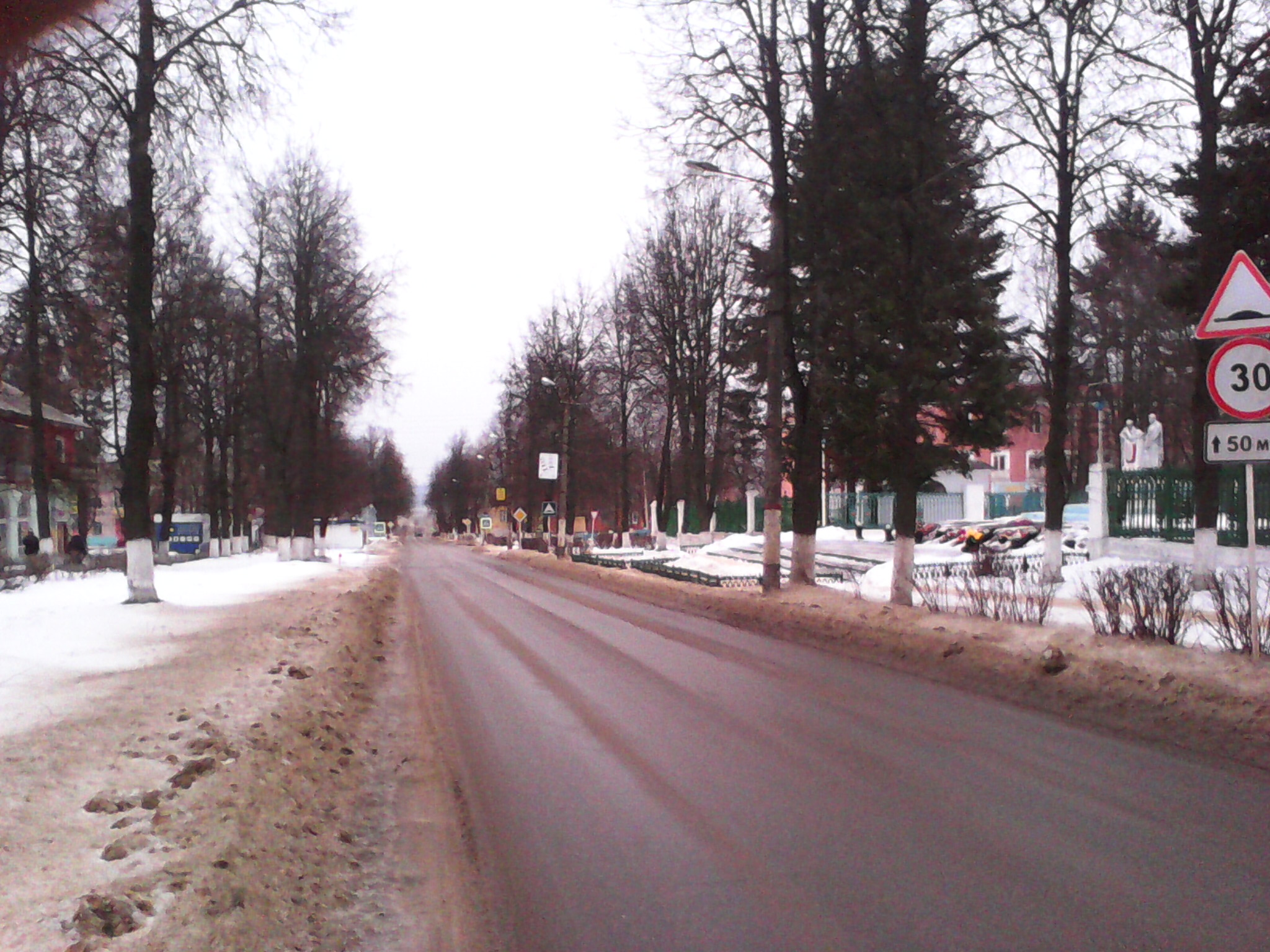
Strada urbana
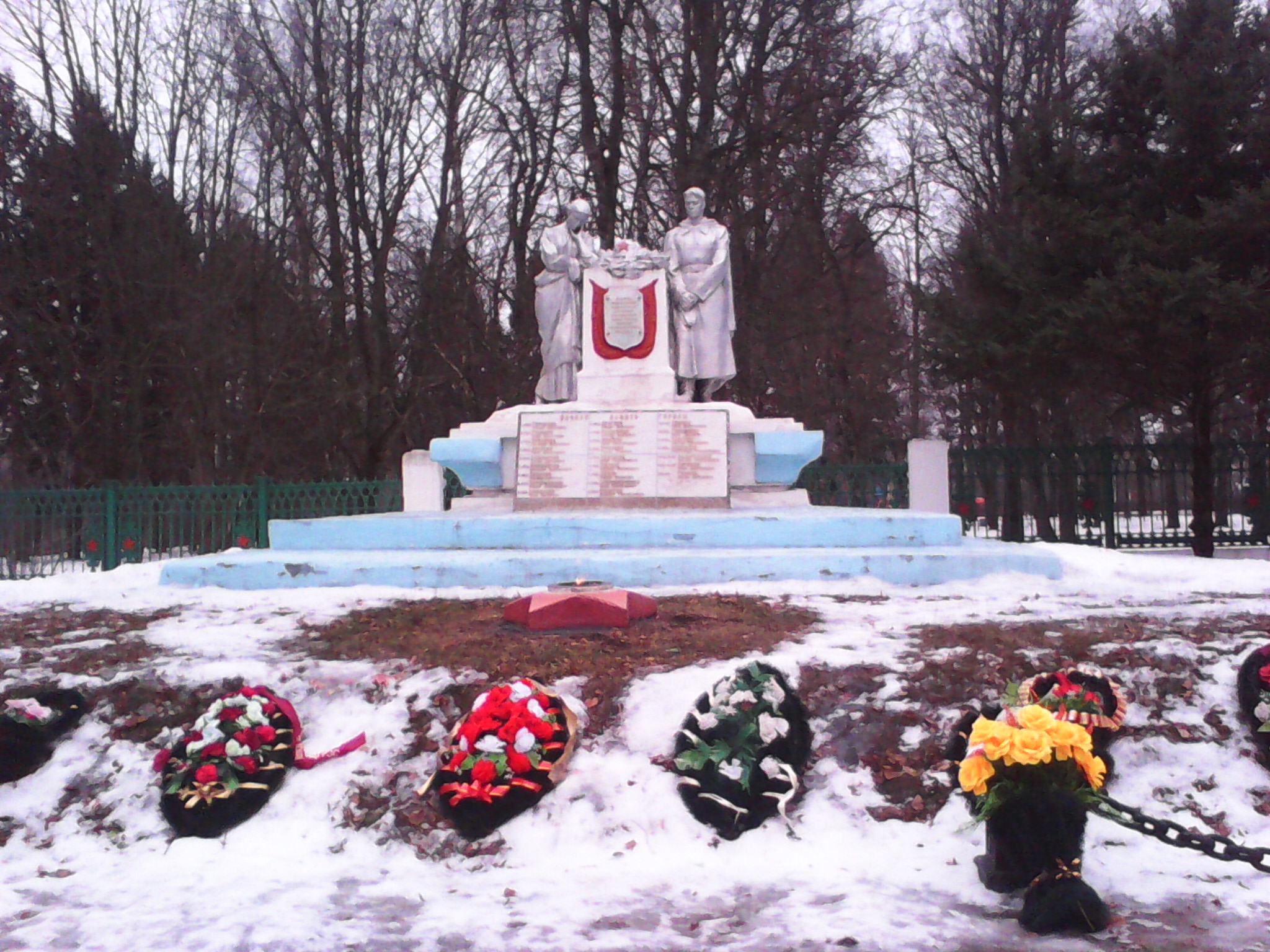
Monumento all'eterno fuoco
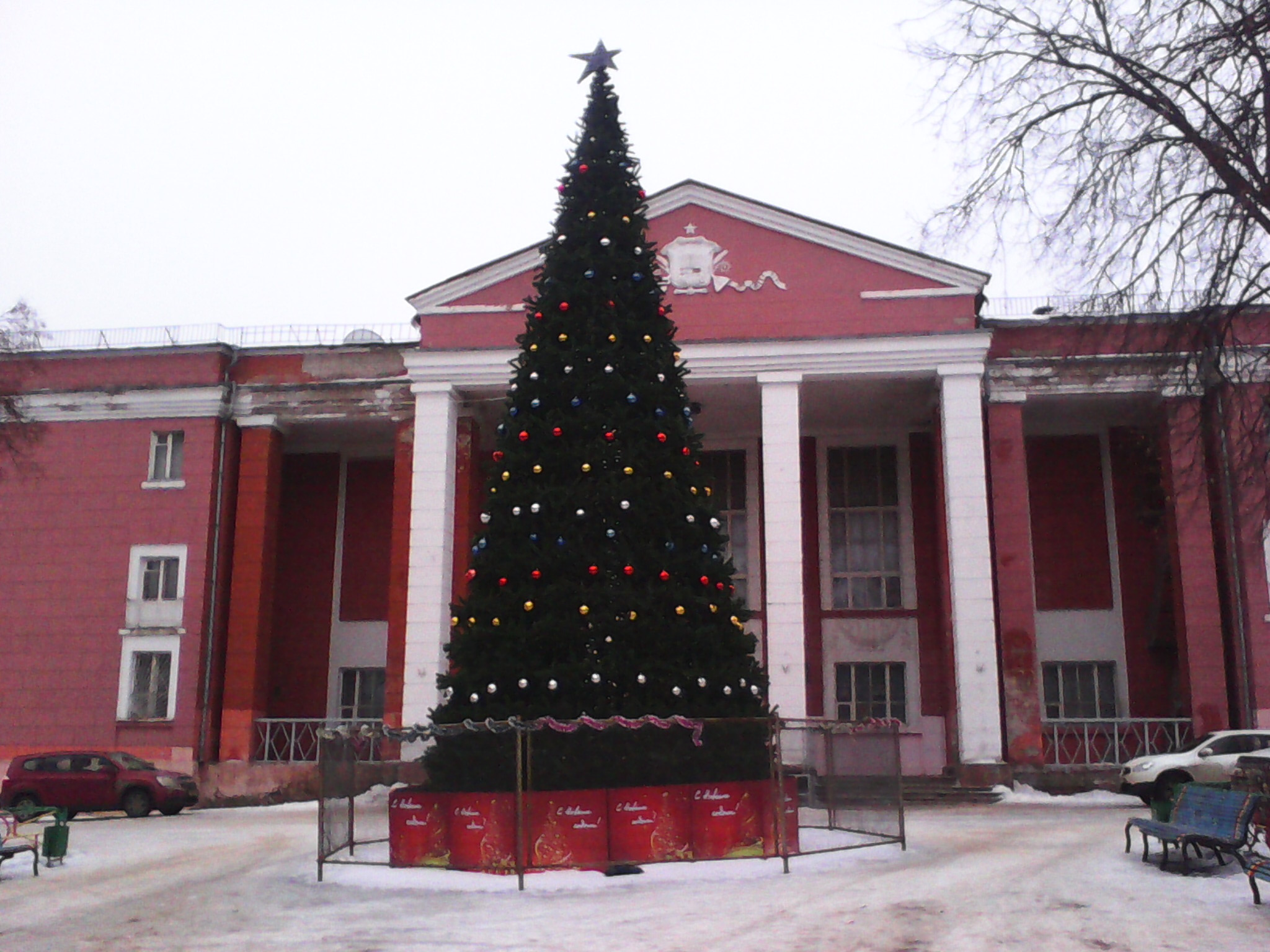
Casa della cultura
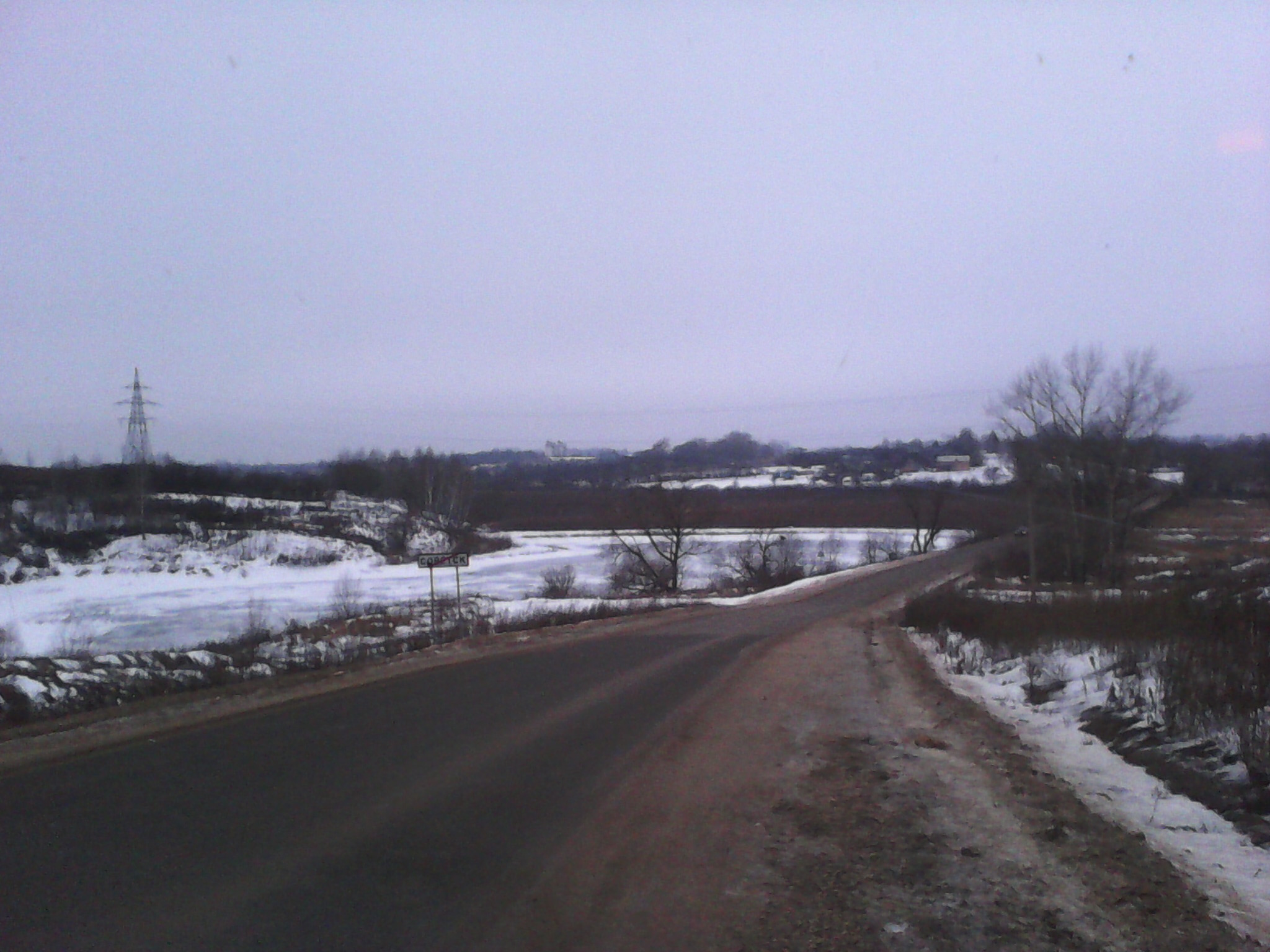
Quartiere alla periferia della città